# Sítio arqueológico de Queimada
O sítio arqueológico da Queimada está localizado na localidade da Queimada, situada na freguesia de Ovil, no concelho de Baião, distrito do Porto, em Portugal. Esta área integra um importante conjunto de vestígios arqueológicos e possui também interesse histórico ligado a episódios marcantes da história militar portuguesa.

## Enquadramento geográfico
O sítio arqueológico da Queimada encontra-se no início de um estradão de montanha que parte da estrada municipal entre Baião e Mesão Frio e sobe em direcção ao planalto da serra da Aboboreira. Este caminho dá acesso à  necrópole megalítica da Aboboreira, um dos maiores e mais bem conservados conjuntos de monumentos funerários pré-históricos em Portugal, composto por antas, mamoas e outros vestígios da Pré-história recente.
Foi precisamente na subida inicial desse estradão, junto à localidade da Queimada, que os arqueólogos identificaram nove fossas escavadas no saibro e nove buracos de poste, testemunhos da ocupação humana na Idade do Bronze. Estes vestígios sugerem a existência de estruturas construídas com madeira, provavelmente habitações ou abrigos, evidenciando a presença de comunidades que exploravam os recursos da serra há vários milénios.

## Vestígios da Idade do Bronze
As fossas podem ter tido funções diversas — desde armazenamento a actividades domésticas ou rituais — e os buracos de poste sugerem a existência de edifícios de carácter habitacional ou funcional, como cabanas ou estruturas de apoio a práticas agrícolas ou pastorícias.
Estes achados reforçam a ideia de que a serra da Aboboreira foi ocupada de forma duradoura por comunidades pré-históricas, que tiravam partido da sua posição elevada, da abundância de recursos naturais e da proximidade a vales férteis.

## Contexto histórico: a destruição de São Tiago de Valverde
Para além do interesse arqueológico, o local da Queimada tem também valor histórico. Terá sido aqui que existiu, até ao início do século XIX, a antiga povoação de São Tiago de Valverde, que foi destruída e incendiada pelas tropas francesas durante a retirada do exército de Jean-de-Dieu Soult, no fim da segunda invasão francesa, em Abril de 1809.
A destruição deu-se na sequência da resistência heróica da cidade de Amarante, que durante catorze dias — até 2 de Maio de 1809 — tentou travar a fuga das forças francesas para norte. Como retaliação e estratégia de retirada, os soldados franceses devastaram localidades ao longo do caminho, sendo São Tiago de Valverde uma das vítimas. O topónimo «Queimada» ter-lhe-á sido atribuído após esse episódio, em referência directa à violenta destruição por fogo.

## Importância patrimonial
O sítio arqueológico da Queimada representa um testemunho duplo da história da região: por um lado, revela a presença humana durante a Idade do Bronze, com vestígios físicos concretos; por outro, evoca memórias mais recentes de conflitos armados, nomeadamente no contexto das Invasões Francesas. A sua localização estratégica e a ligação ao percurso que conduz à necrópole da Aboboreira reforçam o seu valor patrimonial, tanto para a arqueologia como para a história local.

## Fossas de Monte Calvo e Vale da Quintela
A subida inicial do estradão que sobe para a Aboboreira, a partir da estrada de asfalto que atravessa Queimada, contorna e atravessa uma pequena elevação chamada Monte Calvo e passa depois pelo chamado Vale de Quintela, antes de entroncar no estradão que provém de Loivos do Monte.
A cerca de 700 metros da estrada de asfalto, nota-se à direita um muro feito para proteger as primeiras três fossas que foram descobertas, em 1978, aquando do melhoramento do estradão, das quais duas foram cortadas e a terceira posteriormente identificada, apresentando uma forma sub-esférica. A dificuldade de atribuir funções a estas fossas, que são parecidas com outras encontradas na Bouça do Frade, levou a pressupor tratarem-se de sepulturas, cuja ausência de restos ósseos seria atribuída à acidez dos solos. No seu interior recolheu-se algum espólio, com predomínio para os fragmentos cerâmicos, embora de dimensões muito pequenas e incaracterísticas, e materiais líticos.
A escavação prosseguiu igualmente no Vale de Quintela (41º 12' 8" N, 7º 59' 24" W), situado a 400 metros a nordeste da estação de Monte Calvo onde foi descoberto um outro conjunto de 3 fossas, à esquerda do estradão.
Em 1980-1981, a escavação no Monte Calvo permitiu verificar a existência de mais de nove buracos de poste e seis fossas. Uma das fossas (fossa 4) foi integralmente escavada e revelou uma morfologia tronco-cónica, bastante irregular.